# Vyacheslav Zaytsev
Vyacheslav Zaytsev (en ruso: Вячеслав Алексеевич Зайцев, Leningrado, RSFS de Rusia; 12 de noviembre de 1952-12 de junio de 2023) fue un voleibolista ruso que representó a Unión Soviética en tres ediciones de los Juegos Olímpicos y dos veces campeón del mundo.

## Carrera

### Club
| Periodo   | Club                        |
| --------- | --------------------------- |
| 1969–1987 | Automobilist Leningrado     |
| 1987–1989 | Volley Spoleto              |
| 1989–1990 | Volley Agrigento            |
| 1990–1992 | Pallavolo Città di Castello |
| 1992–1993 | Pallavolo Lugano            |

### Selección nacional
Representó a Unión Soviética de 1971 a 1988, jugó cuatro finales del Campeonato Mundial de Voleibol Masculino siendo campeón en las ediciones de 1978 y 1982. También fue campeón olímpico en la edición de Moscú 1980 y medallista de plata en las ediciones de 1976 y 1988.
También fue dos veces campeón de la Copa Mundial de Voleibol Masculino en 1977 y 1981, medalla de oro en los Goodwill Games de 1986, en los Juegos de la Amistad de 1984, seis veces campeón europeo, en la Universiada de 1973 y el torneo europeo Sub-20 de 1971.

## Entrenador
Llegó a ser entrenador de la selección nacional de Rusia en 1997.

## Vida personal
Se casó con la nadadora Irina Pozdnyakova y tuvo dos hijos; Anna, nacida en 1975 y su hijo Ivan en 1988, este último también juega voleibol pero lo hace con Italia, país donde nacieron ambos hijos.